# 구 목포부청 서고 및 방공호
구 목포부청 서고 및 방공호(舊 木浦府廳 書庫 및 防空壕)는 대한민국 전라남도 목포시에 있는 일제강점기의 건축물이다. 2014년 4월 29일 대한민국의 국가등록문화재 제588호로 지정되었다.
서고는 목포 일본영사관이 일제강점기에 목포부청으로 사용될 때 문서고로 건립된 건물로, 평면 형태는 전면 폭이 좁고 깊이가 깊은 직사각형이며, 정면 중앙의 박공면은 페디먼트 형식으로 처리하고 지붕 처마 하부에는 코니스형상으로 정연하게 다듬은 석재를 수직으로 돌출시켜 마무리하였다.
일제가 제2차 세계 대전을 치르면서 한반도에도 전쟁이 있을 것을 대비하여 요지마다 방공호를 만들어 대비하였는데 이곳의 방공호도 그중 하나이다.

## 참고 자료
- 구 목포부청 서고 및 방공호 - 국가유산청 국가유산포털